# معادلة براغ
قانون براغ أو معادلة براغ أو حيود براج (بالإنجليزية: Bragg diffraction)‏ أو صيغة براج لحيود أشعة إكس  وقد صيغت معادلات حيود أشعة إكس من العالمين لورنس براج ووالده هنري براج عام 1913 بعد اكتشافهم أن أشعة إكس عند حيودها (أو نفوذها) خلال البلورات ينشأ عنه توزيعا غريبا لأشعة إكس يختلف عن حيودها في سائل. ووجدا أنه في حالة البلورة يحدث الحيود لطول موجة معينة لأشعة إكس و زاوية سقوط الشعاع بزاوية محددة، فتنتج قمم للأشعة بعد تخلل البلورة وتسمى تلك القمم قمم براج Bragg peaks .
وقد حاز العالمان عن هذا الاكتشاف جائزة نوبل للفيزياء عام 1913.
وتنطبق ظاهرة الحيود أيضا على حيود النيوترونات وحيود الإلكترونات .، وقد استطاع وليام لورنس براج تفسير الظاهرة عن طريق تمثيل البلورة بطبقات متماثلة تشغلها الذرات، وتبتعد تلك الطبقات عن بعضها بمسافات متساوية d. وبين أن الشعاع الساقط ينتج قمة براج، في حالة أن يكون الانعكاس من عدة طبقات متداخلا تداخلا بناء.

## شروط حدوث الحيود

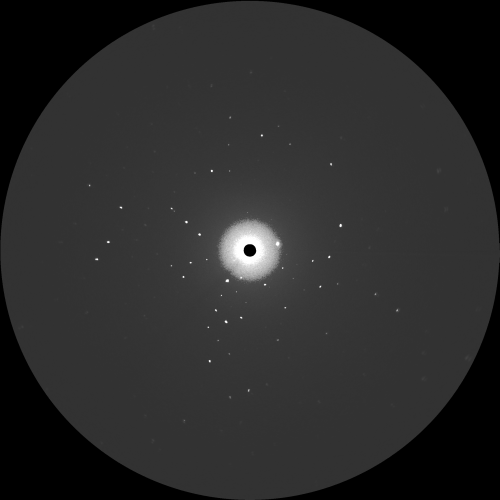
حيود أشعة إكس على أحد البلورات، يقع الشعاع الساقط في وسط اللوح الفوتوغرافي.

حيود براج

يحدث حيود براج عندما يكون طول موجة الأشعة الكهرومغناطيسية أو طول موجة جسيمات أولية مماثلا لأبعاد الذرات في البلورة، حيث تنعكس الموجات من طبقات مشغولة بالذرات، وتتداخل تداخلا بناء طبقا لقانون براج.
ففي البلورة تنعكس الموجات الساقطة على عدة طبقات تنفصل عن بعضها بنفس المسافة d. وعندما تتداخل الموجات المنعكسة تداخلا بناء، يظل الطور بينهم ثابتا حيث أن مسار كل موجة يساوي عددا كاملا n من طول الموجة λ. ويخضع فارق المسار بين موجتين تتداخلا تداخلا بناء إلى العلاقة:
{\displaystyle n\lambda =2d\,\sin(\theta )}
تربط هذه العلاقة بين:
- المسافة d بين طبقات الذرات.
- طول موجة الأشعة {\displaystyle \lambda }.
- الزاوية {\displaystyle \theta } بين الشعاع الساقط ومستوي الطبقة البلورية.
- n عدد صحيح يحدد درجة الحيود.

وينطبق هذا القانون على حيود النيوترونات وحيود الإلكترونات، وهذا يؤدي إلى قانون براج الذي يصف شروط حدوث التداخل البناء لموجات منعكسة من طبقات بلورية (h,k,l)

## الحيود في حالة البلورات المكعبة
يمكن عن طريق قانون براج تعيين المسافات بين الطبقات المختلفة في نظام بلوري مكعب وذلك باستخدام المعادلة:
{\displaystyle d={\frac {a}{\sqrt {h^{2}+k^{2}+l^{2}}}}}
حيث:
{\displaystyle a} طول ضلع الوحدة البلورية،
{\displaystyle h},و {\displaystyle k}, و {\displaystyle l} مؤشرات ميلر البلورية لطبقة الذرات في البلورة
وبالتعويض عنها في قانون براج، نحصل على :
{\displaystyle \left({\frac {\lambda \ }{2a}}\right)^{2}={\frac {\sin ^{2}\theta \ }{h^{2}+k^{2}+l^{2}}}.}
حيث:
{\displaystyle {\lambda \ }} طول موجة الأشعة المستخدمة في القياس . وقد تكون الأشعة السينية أو شعاع من الإلكترونات أو شعاع من النيوترونات، وكل منها له ميزاته الخاصة.
- نَقِيس الزوايا {\displaystyle \theta \ } التي يحدث عندها انكسارا للشعاع، كل زاوية على حدة وبعد تعيين عدد من الزوايا، نستطيع حساب القيم الأخرى ومعرفة البناء البلوري للمركب المرغوب فحصه بالضبط.
- كما توجد علاقات لتعيين البعد بين مختلف طبقات الذرات في وحدة الخلية البلورية للأنظمة الأخرى من البلورات، مثل نظام بلوري سداسي أو نظام بلوري رباعي وغيرهم.